# Rachel Podger
Rachel Podger (* Mai 1968 in England) ist eine britische Violinistin.

## Leben
Im Alter von acht Jahren kam Rachel Podger als Tochter eines englischen Vaters und einer deutschen Mutter nach Deutschland. In Kassel besuchte sie die Waldorfschule. Schon dort konfrontierte sie den in der traditionellen romantischen Tradition verankerten Violinlehrer mit einem nachgeahmten barocken Stilgefühl, das sie ihrem Vater abgelauscht hatte. Mit 19 Jahren besuchte sie die renommierte Guildhall School of Music and Drama. Dort studierte sie zunächst klassische Violine bei David Takeno und Pauline Scott, später Barockvioline bei Micaela Comberti (1952–2003).
Von 1997 bis 2002 war Rachel Podger Konzertmeisterin im von Trevor Pinnock geleiteten Ensemble The English Concert, mit dem sie auch zahlreiche Auftritte als Solistin absolvierte. Seit 2004 spielt sie regelmäßig mit dem Orchestra of the Age of Enlightenment. Während ihrer Londoner Zeit war sie Mitbegründerin von zwei Barockensembles, dem Ensemble Florilegium und The Palladian Ensemble, bei denen sie etwa während 10 Jahren mitwirkte. Mit dem Barock-Spezialisten Andrew Manze führte sie neben Kammermusik auch Doppelkonzerte von Johann Sebastian Bach und Giuseppe Torelli auf. Konzerttourneen als Solistin führten sie durch Europa und Amerika sowie nach Korea und Japan; Gastdirigate absolvierte Podger in Polen beim Ensemble „Arte dei Suonatori“, bei „Musica Angelica“ in den USA sowie beim Ensemble „Santa Fe Pro Musica“.
Seit 1995 ist Rachel Podger Professorin an ihrer ehemaligen Ausbildungsstätte in London, und im September 2008 übernahm sie den neu gegründeten „Micaela Comberti Lehrstuhl“ für Barockvioline an der Royal Academy of Music. Sie war Gastdozentin für Barockvioline an der Hochschule für Künste Bremen und hält regelmäßig Meisterkurse ab, wie etwa an der Sommerakademie in Innsbruck.
Rachel Podger spielt auf einer Violine aus dem Jahr 1739, die einem Geigenbauer namens Pesarini zugeschrieben wird. Seit 2009 spielt sie auch auf der Stradivari „Crespi“ (1699), die ihr leihweise von der Royal Academy of Music überlassen wurde. Das Instrument hat einen modernen schmaleren Hals, aber ein re-barockisiertes Griffbrett. Der Tenor Julian Podger ist der zwei Jahre ältere Bruder.

## Einspielungen
Für ihre Einspielungen erhält Podger schon seit vielen Jahren zahlreiche Auszeichnungen. Mit dem Cembalisten Gary Cooper hat sie in den Jahren 2004/05 eine Gesamteinspielung der Mozart-Violinsonaten gemacht. Die ersten Soloaufnahmen von Rachel Podger erschienen allerdings schon 1999 mit Bachs Solosonaten und -partiten. 2001 folgten Bachs Sonaten für Violine und Cembalo, eingespielt mit Trevor Pinnock. Die Diapason d’or (Goldene Stimmgabel) erhielt sie für die Solosonaten von Telemann (2002). Ein Jahr später folgten die zwölf Violinkonzerte Op. 4 La Stravaganza von Vivaldi. 2010 spielte sie, mit dem von ihr in ihrer Heimatstadt Brecon gegründeten Ensemble „Brecon Baroque“, die Violinkonzerte von Bach ein. Im Jahr 2015 entstand die Aufnahme von Bibers Rosenkranz-Sonaten, für den sie im darauf folgenden Jahr einen der Gramophone Classical Music Awards erhielt.